# 여부스족
여부스족(히브리어: יְבוּסִי‎, 현대 히브리어: Yevūsī, 티베리아 히브리어: Yəḇūsī)은 여호수아기와 사무엘기에 따르면 다윗의 점령 이전에 예루살렘에 거주했던 가나안 민족이다. 여호수아기에 따르면 예루살렘은 여호수아의 점령 이전에는 여부스(히브리어: יְבוּס)라 불렸다.

## 위치 비정
성경에서는 여부스를 예루살렘으로 비정하나, 일부 학자들은 이러한 기록이 잘못되었다고 말한다. 이들은 기원전 1300년대 중반의 기록인 아마르나 문서에서도 예루살렘을 '우루사림' 또는 '살렘의 집'이라는 뜻의 '벳살렘'이라 기록한다는 점을 지적한다. 반면 기원전 2200년대에 '야부수'로 기록된 도시가 여부스를 적은 것이라는 주장도 있다.

## 민족 기원
여부스에 대한 고대의 유일한 기록은 구약성경이다. 창세기 10장은 당시 여부스족이 헷족, 아모리족과 함께 가나안 민족 중 하나로 인식되었음을 보여준다. 과거 성서비평학계에서는 헷족을 여부스족과 같은 대상으로 보기도 했다. 하지만 에두아르 리핀스키가 마리에서 아모리족을 '야부시움'이라 기록한 쐐기문자를 발견한 후, 여부스족은 아모리족과 더 관련이 있는 것으로 여겨진다.
아마르나 문서에 기록된 예루살렘의 통치자가 후르리인의 대지모신 헤밧의 이름을 딴 '압디헤바'라는 점으로 인해 여부스족이 후르리인이었거나 후르리 문화권의 민족이었다는 가설도 제안된다. 열왕기상 21장과 사무엘하 24장에 기록된 여부스족의 마지막 통치자 아라우나/오르난의 이름 역시 후르리어 '에위르'에서 왔다는 견해도 있다.

## 같이 보기
- 시온
- 예루살렘
- 멜기세덱

## 참고 문헌
- Cross, Frank Moore (1997). 《Canaanite Myth and Hebrew Epic: Essays in the History of the Religion of Israel》. Cambridge, Massachusetts: Harvard University Press. ISBN 0-674-09176-0.
- Finkelstein, Israel; Silberman, Neil Asher (2002). 《The Bible Unearthed》. Touchstone. ISBN 978-0684869131.
- Gunn, David M. (2003). 〈Next Year in Jerusalem〉.   Thomas L. Thompson. 《Jerusalem in Ancient History and Tradition》. Continuum International Publishing Group. ISBN 9780826466648.
- Jones, Gwilym H. (2009). 《The Nathan Narratives》. The Library of Hebrew Bible/Old Testament Studies (Book 80). Bloomsbury T&T Clark. ISBN 978-0567108708.
- Kantor, Mattis (1992). 《The Jewish Time Line Encyclopedia: A Year-by-Year History From Creation to the Present》. Lanham, Maryland: Jason Aronson. ISBN 978-0876682296.
- Lemche, Nies Peter (2010). 《The A to Z of Ancient Israel》. Scarecrow Press. ISBN 978-0810875654.
- Lipinski, Edward (2004). 《Itineraria Phoenicia》. Studia Phoenicia 18 (Orientalia Lovaniensia Analecta Book 127). Peeters. ISBN 978-9042913448.
- Albertz, Rainer (1994). 《A History of Israelite Religion in the Old Testament Period》. Westminster John Knox Press. ISBN 978-0664227197.
- Reich, Ronny; Shukron, Eli (1999). “Light at the End of the Tunnel: Warren's Shaft Theory of David's Conquests Shattered”. 《Biblical Archaeology Review》 (Biblical Archaeology Society) 25 (1).
- Rendsburg, Gary A. (2001). “Reading David in Genesis”. 《Biblical Archaeology Review》 (Biblical Archaeology Society) 17 (1).
- Rowley, H. H. (1939). “Zadok and Nehushtan”. 《Journal of Biblical Literature》 (Society of Biblical Literature) 58 (2): 113–141. doi:10.2307/3259856. JSTOR 3259856.
- Rowley, H. H. (1950). 〈Melchizedek and Zadok〉. 《Festschrift Alfred Bertholet zum 80. Geburtstag : gewidmet von Kollegen und Freunden / hrsg. durch Walter Baumgartner, Otto Eissfeldt, Karl Elliger, Leonhard Rost.》. Tübingen: J. C. B. Mohr (Paul Siebeck).
- Thompson, Thomas L. (2003). 《Jerusalem in Ancient History and Tradition》. Contributors, Thomas M. Bolin, Philip R. Davies, Lester L. Grabbe, David M. Gunn, Ingrid Hjelm, Salma Jayyusi, Niels Peter Lemche, Sara Mandell, Michael Prior, Margreet Steiner, John Strange and Keith Whitelam. Continuum International Publishing Group. ISBN 9780826466648.
- 본 문서에는 현재 퍼블릭 도메인에 속한 《Jewish Encyclopedia 1901–1906》의 내용을 기초로 작성된 내용이 포함되어 있습니다.